# Richmond, Illinois
Richmond là một làng thuộc quận McHenry, tiểu bang Illinois, Hoa Kỳ. Năm 2010, dân số của làng này là 1874 người.

## Dân số
Dân số qua các năm:
- Năm 2000: 1091 người.
- Năm 2010: 1874 người.